# Colymbetes incognitus
Colymbetes incognitus är en skalbaggsart som beskrevs av Elwood C. Zimmerman 1981. Colymbetes incognitus ingår i släktet Colymbetes och familjen dykare. Inga underarter finns listade i Catalogue of Life.